# Mèon (mitologia)
Mèon (en grec antic Μαίων) va ser, segons la mitologia grega, un tebà fill d'Hemó i net de Creont.
Va combatre contra els set Cabdills que volien conquerir Tebes. Va comandar, amb Licofontes, el desgraciat parany que els tebans van muntar contra Tideu. D'aquesta emboscada només en va sortir viu ell, morint els més de quaranta homes que l'acompanyaven. Tideu el va perdonar. Quan aquest heroi va morir davant les portes de Tebes, Mèon el va enterrar.
Una tradició recollida per Eurípides diu que Mèon era fill d'Hemó i d'Antígona. Normalment es diu que Hemó estava només promès amb ella, però algunes versions expliquen que el matrimoni es va celebrar.